# Jacqueline Verdeau-Paillès
Jacqueline Verdeau-Paillès, née le 13 octobre 1924 à Villeneuve-Saint-Georges et morte le 20 mai 2010 à Limoux d'un accident vasculaire cérébral massif, est une neuropsychiatre française, musicothérapeute, chargée de cours à l'université de Paris 5 René Descartes. Elle a contribué à faire évoluer la psychiatrie avec la musicothérapie, en France et dans le monde, dès les années 1970. Elle a créé une méthode de musicothérapie réceptive basée sur l'écoute d'extraits musicaux ou de sons.

## Biographie
Après des études de neuropsychiatrie, elle commence à travailler à Limoux, à partir de 1953, comme l'un des chefs de service de ce qui était alors l'hôpital psychiatrique des Sœurs de Cluny. Elle épouse le médecin Édouard Paillés, décédé en 1990, avec qui elle aura deux enfants.
Elle crée et développe la clinique des Tilleuls à Limoux dans les années 1960. Mais c'est en 1973 qu'elle met en place la musicothérapie à l'hôpital de jour de Limoux. Il s'agit d'une thérapie par  l'art qui utilise la musique comme outil thérapeutique afin de rétablir, maintenir ou améliorer la santé mentale, physique et émotionnelle d'une personne. 
Le 31 décembre 2006 elle devient chevalier de la Légion d'honneur. 
Elle est vice-présidente de l'Association française de musicothérapie.
Personnalité scientifique remarquable et très estimée, chargée de cours au-delà des frontières de l'hexagone, sa vaste culture a irrigué sa pratique clinique. Musique, peinture, théâtre, littérature, elle avait le goût de connaître et de faire connaître la beauté. Personnalité généreuse et enthousiaste, elle parcourait le monde avec aisance pour donner des conférences, participer à des séminaires, mais aussi pour découvrir de nouvelles régions et surtout connaître d'autres cultures. La veille de son accident vasculaire encore, ses interventions brillantes lors de conférences auxquelles elle assistait étaient très remarquées.
Elle était très appréciée tant par ses collègues et ses patients que par les nombreux artistes qu’elle a côtoyés. Citons parmi les plus grands: Yehudi Menuhin, James Conlon, Gabriel Bacquier qui ont préfacé trois de ses ouvrages

## Œuvres
- Les chants diaboliques ou L'inquiétante étrangeté à l'Opéra, corédigé avec Michel Laxenaire, édition Fuzeau, Paris, 2010
- La folie à l'opéra, corédigé avec Michel Laxenaire et Hubert Stoecklin, psychiatres et psychanalystes, édition Buchet-Chastel, Paris, 2005.
- La « troisième oreille » et la pensée musicale, édition Fuzeau, Paris, 2005.
- Le bilan psycho-musical et la personnalité, édition Fuzeau, Paris, 3e édition revue et augmentée, 2005.
- Expression corporelle, musique et psychothérapie, édition Fuzeau, Paris, 2e édition revue et augmentée, 2006.
- Les techniques psychomusicales actives de groupe et leur application en psychiatrie, Paris, Doin, 1976.